# Мерцальбен
Мерцальбен (нім. Merzalben) — громада в Німеччині, розташована в землі Рейнланд-Пфальц. Входить до складу району Південно-Західний Пфальц. Складова частина об'єднання громад Родальбен.
Площа — 30,01 км2. Населення становить 1167 ос. (станом на 31 грудня 2020).

## Галерея

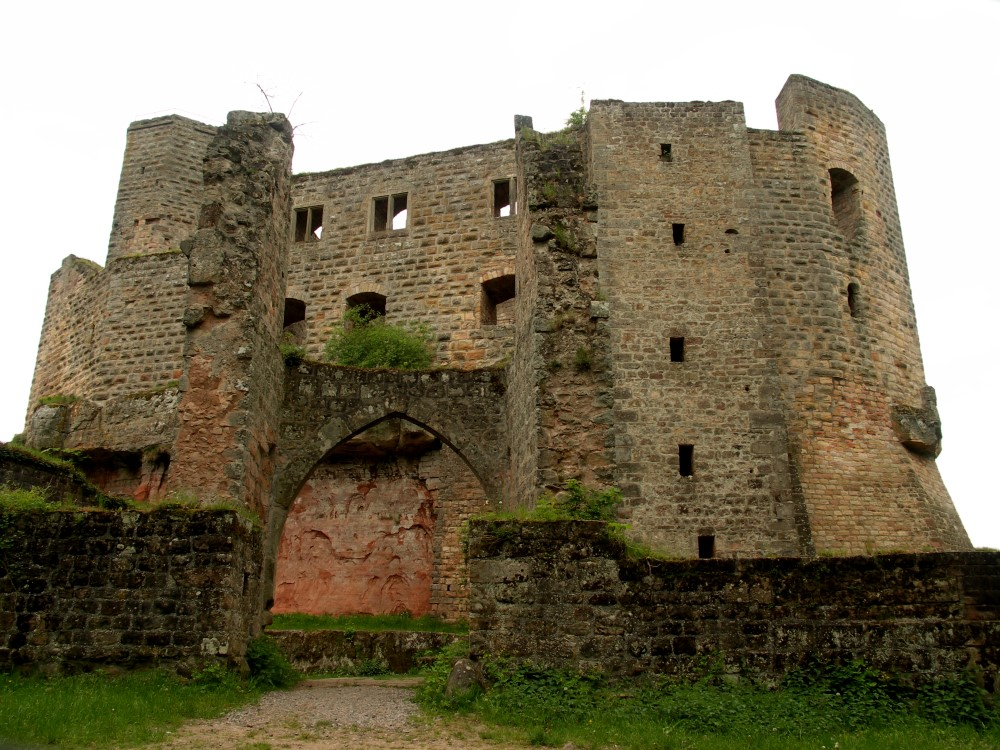